# اموس مگی
اموس مگی (انگلیسی: Amos Magee؛ زادهٔ ۷ سپتامبر ۱۹۷۱) بازیکن فوتبال اهل ایالات متحده آمریکا است.
از باشگاه‌هایی که در آن بازی کرده‌است می‌توان به شیکاگو فایر اشاره کرد.